# 勒德烏齊-普魯特鄉

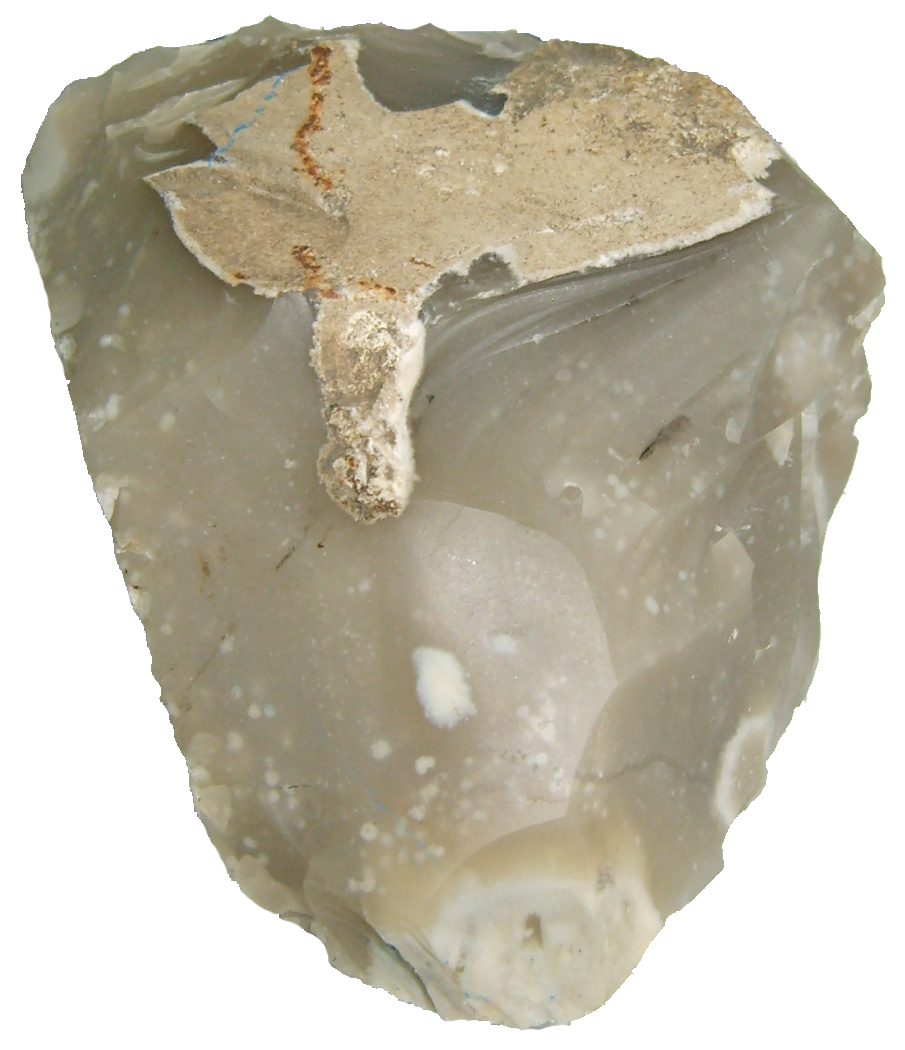

48°14′N 26°48′E / 48.233°N 26.800°E
勒德烏齊-普魯特鄉（羅馬尼亞語：Comuna Rădăuți-Prut, Botoșani），是羅馬尼亞的鄉份，位於該國東北部，由博托沙尼縣負責管轄，面積80平方公里，海拔高度126米，2007年人口3,801，人口密度每平方公里48人。